# سورخاوسترفين
سورخاوسترفين (بالفريزية الغربية: Surhústerfean)‏ هي واحدة من 12 قرية ببلدية أختكارسبيلن، بمقاطعة فرايزلاند، هولندا.